# Kazimierz Kirejczyk
Kazimierz Kirejczyk (ur. 16 lipca 1910 w Rudawce, zm. 23 marca 1986) – polski pedagog specjalny, doktor habilitowany nauk humanistycznych w zakresie pedagogiki specjalnej.

## Życiorys
W 1929 ukończył Seminarium Nauczycielskie, a już w 1931 został dyrektorem szkoły, co było ówcześnie rzadkością. W 1935 skończył Państwowy Instytut Pedagogiki Specjalnej, a w 1936 został magistrem filozofii na Wydziale Pedagogicznym Wolnej Wszechnicy Polskiej. Doktoryzował się na Wydziale Pedagogicznym Uniwersytetu Warszawskiego w 1964, a habilitował w 1971 na Uniwersytecie Jagiellońskim z zakresu pedagogiki specjalnej. Pracował jako docent i nigdy nie uzyskał tytułu profesora, prawdopodobnie z przyczyn politycznych.
Do głównych nurtów jego kariery należały:
- praca w szkole podstawowej z dzieckiem w normie intelektualnej i poza nią,
- praca w Ministerstwie Oświaty, gdzie początkowo był wizytatorem, a następnie Naczelnikiem Wydziału Szkolnictwa Specjalnego,
- praca w Instytucie Pedagogiki Specjalnej (potem Wyższej Szkole Pedagogiki Specjalnej),
- praca w Instytucie Matki i Dziecka, gdzie był kierownikiem Zakładu Pedagogiki Leczniczej[1].

Był autorem 112 publikacji, w tym 94 prac i artykułów samodzielnych. Wydał m.in. kompendium wiedzy medycznej, psychologicznej i pedagogicznej – Upośledzenie umysłowe – Pedagogika (1981), które przez długi czas nie straciło aktualności merytorycznej. Publikował swoje prace m.in. w Szkole Specjalnej, Ruchu Pedagogicznym, Kwartalniku Pedagogicznym, Nowej Szkole, Biuletynie Kuratoriów Oświaty i innych.
W 1995 Marianna Marek–Ruka wydała publikację zatytułowaną Kazimierz Kirejczyk: życie i działalność (Wydawnictwo Wyższej Szkoły Pedagogiki Specjalnej im. Marii Grzegorzewskiej).

## Odznaczenia[3]
- Złota Odznaka ZNP (1959)
- Krzyż Kawalerski Orderu Odrodzenia Polski (1966)
- Medal Komisji Edukacji Narodowej (1973)
- Zasłużony Nauczyciel PRL (1975)

## Zainteresowania
Do jego głównych zainteresowań badawczych należało kształcenie dzieci niepełnosprawnych oraz przygotowanie kadr nauczycielskich do pracy z tą grupą uczniów. Kładł nacisk na interdyscyplinarność pedagogów specjalnych, którzy winni, oprócz wiedzy pedagogicznej, dysponować wiedzą z zakresu takich dziedzin jak: psychologia, socjologia, medycyna, terapia, logopedia i rehabilitacja. Interesował się też surdopedagogiką, pedagogiką leczniczą, metodyką kształcenia osób z niepełnosprawnością intelektualną i oligofrenopedagogiką. Był orędownikiem uzyskania przez Państwowy Instytut Pedagogiki Specjalnej statusu szkoły wyższej, do czego ostatecznie doszło. Organizował konferencje, zjazdy i seminaria, m.in. jako prezes Sekcji Szkolnictwa Specjalnego Zarządu Głównego Związku Nauczycielstwa Polskiego. 